# Reforma eleitoral
Reforma eleitoral é uma mudança em sistemas eleitorais que altera a forma como a vontade pública, geralmente manifestada por votos expressos, produzem resultados eleitorais.

## Descrição
As reformas podem incluir alterações em:
- Sistemas de votação, como a adoção de representação proporcional, voto único transferível, dois turnos/voltas, votação por segundo turno instantâneo (votação alternativa, votação por classificação ou votação preferencial), votação instantânea (chamada votação condorcet), votação por pontuação, votação por aprovação, iniciativas cidadãs, referendos e recalls;
- Procedimentos de contagem de votos;
- Regras sobre partidos políticos, normalmente alterações nas leis eleitorais;
- Elegibilidade para votar (incluindo ampliação do direito ao voto, emancipação e extensão do sufrágio aos de determinada idade, gênero ou raça/etnia anteriormente excluídos);
- Como os candidatos e partidos políticos podem concorrer (sufrágio passivo) e como eles conseguem colocar seus nomes nas urnas (acesso eleitoral);
- Círculos eleitorais e fronteiras distritais eleitorais, que podem incluir consideração de distritos multimembros em oposição aos distritos uninominais;
- Design da urna e equipamento votação;
- Escrutíneo (acompanhamento eleitoral por candidatos, partidos políticos, etc.);
- Segurança dos eleitores e dos trabalhadores eleitorais;
- Medidas contra suborno, coerção e conflitos de interesses;
- Financiamento de campanhas de candidatos e referendos;
- Fatores que afetam a taxa de participação eleitoral.

As reformas eleitorais podem contribuir para retrocesso democrático ou podem ser avanços em direção a uma democracia mais ampla e profunda.
A Organização Internacional de Normalização começou a formular normas no que diz respeito à realização de eleições de qualidade aceitável. A ISO/TS 54001 é o sistema de gestão da qualidade com requisitos específicos para a aplicação da ISO 9001:2015 para organizações eleitorais em todos os níveis de governo.

## Construção de nação
Nos países menos democráticos, os dissidentes exigem frequentemente a realização de eleições. Portanto, o projeto de reforma eleitoral mais básico em tais países é conseguir uma transferência de poder para um governo democraticamente eleito com um mínimo de derramamento de sangue como, por exemplo, na África do Sul em 1994. Tais transferências de poder podem ser complexas, e tais projetos tendem a exigir mudanças nas constituições nacionais ou outras para alterar o equilíbrio de poderes. As reformas eleitorais são muitas vezes politicamente dolorosas. As autoridades anteriormente governantes por vezes adiam as reformas e as eleições o maior tempo possível, mas, ao fazê-lo, correm o risco de agitação social, rebelião, violência política e guerra civil.

## Papel da ONU
A Comissão de Eleições Justas da ONU fornece observadores internacionais para as eleições nacionais que são suscetíveis a enfrentar desafios pela comunidade internacional das nações, por exemplo, pós-2001 na ex-Iugoslávia ou em 2002 no Zimbábue.
As normas da ONU abordam a segurança dos cidadãos, a coerção, o escrutínio e a elegibilidade para votar. Eles não impõem estilos de votação, diversidade partidária ou fronteiras aos círculos eleitorais. Vários movimentos políticos globais, e.g., movimentos trabalhistas, partidos verdes, islamismo, sionismo, advogam vários meios culturais, sociais, ecológicos de fixar fronteiras que consideram "objetivas" ou "abençoadas" de alguma outra forma. A controvérsia sobre as fronteiras dos distritos eleitorais dentro ou entre as nações e as definições de "refugiado", "cidadão" e "direito de regresso" marcam vários conflitos globais, incluindo os de Israel versus Palestina, do Congo e de Ruanda.

## Limites eleitorais
Os círculo ou distritos eleitorais precisam ser ajustados com frequência, ou por regras e definições legais, para serem eliminados maus rateios causados por movimentos populacionais. Em alguns sistemas, isto é feito através da mudança dos limites para acolher mais ou menos residentes; noutros sistemas, os distritos permanecem como estão e quando necessário o seu número de membros aumenta ou diminui.
Os distritos multimembros são um componente de muitos sistemas de representação proporcional. Quando são utilizados, o número de assentos num distrito (e não os limites dos distritos) pode ser alterado. Isto satisfaz uma das razões para alterar os limites dos distritos eleitorais: garantir que a proporção entre o número de eleitores (ou população) e cada um dos membros do distrito seja a mesma entre todos os distritos.
O uso de distritos com diferentes magnitudes distritais, com números variados de assentos em cada distrito, talvez variando de um a dez ou mais, permite que a representação dos distritos eleitorais seja alterada para ser amplamente proporcional ao número de eleitores, mantendo distritos pré-existentes, como limites corporativos das cidades, condados ou mesmo províncias ou estados.
A desconsideração de fronteiras "naturais" (municípios, comunidade, infraestrutura ou áreas naturais) é uma desvantagem notável dos distritos uninominais que são necessários para votação inicial. A falta de fronteiras "naturais" também aparece em algumas críticas às reformas propostas, como a proposta da Comissão Jenkins pelo sistema de "voto alternativo mais" para o Reino Unido, devido à utilização de distritos uninominais artificiais.
Algumas reformas eleitorais almejam que os limites distritais correspondam às jurisdições pré-existentes ou aos critérios culturais ou ecológicos (com o número de membros distritais ajustado, quando necessário, para refletir as mudanças populacionais). A democracia biorregional estabelece limites para se adaptar exatamente a ecorregiões na procura por melhorar a gestão da propriedade comum e dos recursos naturais. A fixação de distritos é uma forma de evitar gerrymandering, em que os limites do distrito eleitoral são definidos para favorecer deliberadamente um partido em detrimento de outro.